# Сквозники
Сквозники (рос. Сквозники) — село в Краснобаковському районі Нижньогородської області Російської Федерації.
Населення становить 16 осіб. Входить до складу муніципального утворення Прудовська сільрада.

## Історія
Від 2009 року входить до складу муніципального утворення Прудовська сільрада.

## Населення
| 2002 | 2010 |
| ---- | ---- |
| 29   | ↘16  |